# Brestov nad Laborcom
Brestov nad Laborcom (maďarsky Laborcbér nebo také Izbugyabresztó, rusínsky Берестів над Лабірцём) je obec na Slovensku, v okrese Medzilaborce v Prešovském kraji.
Žije zde 130 obyvatel.

## Poloha
Obec se nachází ve východní části Prešovského kraje, v údolí řeky Laborec mezi Ondavskou vrchovinou a Východními Karpatami. Okresní město Medzilaborce je vzdáleno asi 18 km na sever.

## Historie
První zmínka o obci pochází z roku 1434. Obec byla jednou z tradičních rusínských vesnic na dnešním území Slovenska.
V roce 2011 zde žilo 88 obyvatel, z toho 19 obyvatel hlásících se k rusínské národnosti, 53 k slovenské národnosti a 16 Romů.